# Зіна (Оклахома)
Зіна (англ. Zena) — переписна місцевість (CDP) в США, в окрузі Делавер штату Оклахома. Населення — 181 особа (2020).

## Географія
Зіна розташована за координатами 36°30′47″ пн. ш. 94°50′44″ зх. д. / 36.51306° пн. ш. 94.84556° зх. д. (36.512930, -94.845433).  За даними Бюро перепису населення США в 2010 році переписна місцевість мала площу 9,11 км², уся площа — суходіл.

## Демографія
Згідно з переписом 2010 року, у переписній місцевості мешкали 122 особи в 50 домогосподарствах у складі 39 родин. Густота населення становила 13 особи/км².  Було 91 помешкання (10/км²).
Расовий склад населення:
| - 67,2 % — білих - 25,4 % — корінних американців - 1,6 % — чорних або афроамериканців |

До двох чи більше рас належало 5,7 %. Частка іспаномовних становила 0,8 % від усіх жителів.
За віковим діапазоном населення розподілялося таким чином: 17,2 % — особи молодші 18 років, 63,1 % — особи у віці 18—64 років, 19,7 % — особи у віці 65 років та старші. Медіана віку мешканця становила 47,8 року. На 100 осіб жіночої статі у переписній місцевості припадало 96,8 чоловіків;  на 100 жінок у віці від 18 років та старших — 94,2 чоловіків також старших 18 років.
Середній дохід на одне домашнє господарство  становив 43 582 долари США (медіана — 44 000), а середній дохід на одну сім'ю — 54 511 долар (медіана — 51 597). За межею бідності перебувало 4,9 % осіб, у тому числі 0,0 % дітей у віці до 18 років та 0,0 % осіб у віці 65 років та старших.
Цивільне працевлаштоване населення становило 122 особи. Основні галузі зайнятості: освіта, охорона здоров'я та соціальна допомога — 30,3 %, публічна адміністрація — 28,7 %, роздрібна торгівля — 13,9 %, науковці, спеціалісти, менеджери — 5,7 %.